# Desirée Vila
Desirée Vila Bargiela (Gondomar, Pontevedra; 15 de junio de 1998) es una deportista española que compite en atletismo adaptado.

## Biografía
Comenzó a practicar gimnasia acrobática en 2012 con el Club Flic Flac de Vigo. Ese mismo año se proclamó campeona de Galicia con su equipo en el Pabellón de las Traviesas (Vigo) y al año siguiente quedó subcampeona de Galicia en el Pabellón dos Remedios (Orense). En 2014 volvió a ser campeona de Galicia en el Complejo Deportivo Oira (Orense), fue campeona de España en el Pabellón de las Traviesas (Vigo), finalizó vigésimo sexta en el VIII Maia International Acro Cup (Portugal) y participó en el Campeonato del Mundo en París, en el que quedó decimonovena en la categoría entre 11 y 16 años.
El 26 de febrero de 2015, durante un entrenamiento con el Club Flic Flac en el pabellón deportivo de la ETEA de Vigo, se lesionó tras una caída. Tras un primer diagnóstico en el Hospital Nuestra Señora de Fátima, fue trasladada al centro médico O Castro, donde ingresó con fractura de tibia y peroné en la pierna derecha. El 2 de marzo fue derivada al Hospital Povisa, pero dada la imposibilidad de recuperar la zona afectada por una isquemia, el 4 de marzo le fue practicada la amputación de la pierna por el doctor Manuel Eugenio Lores.
El retraso en el diagnóstico, por omitir una serie de pruebas, junto a otras demoras posteriores, provocó la celebración de un juicio que tuvo lugar el 16 de enero de 2017. El 16 de marzo del mismo año, la magistrada Cristina Martínez Raposo dictó sentencia contra el doctor Pedro Larrauri, que fue condenado a dos años de cárcel, cuatro años de inhabilitación profesional y a una indemnización de 2 154 684 euros. Sin embargo, en enero de 2019 la Audiencia Provincial de Pontevedra estimó el recurso presentado y rebajó la pena al doctor a una multa de 9000 euros, a la vez que redujo la cuantía de las indemnizaciones.
Tras la amputación, Desirée Vila continuó la recuperación en casa, en rehabilitación y en la ortopedia. Después de probar el tenis en silla, el baloncesto y la natación, en 2018 comenzó a practicar atletismo. Ese año se proclamó campeona de España en los 100 metros (21,43), y salto de longitud (2,54) en el campeonato de España por comunidades, celebrado en Valladolid, y en el campeonato de España por clubes, celebrado en Fuenlabrada, con una marca de 20,48 en los 100 metros y 2,94 en salto de longitud. En el Campeonato Europeo de Atletismo Adaptado de Berlín compitió en salto de longitud, en el que finalizó sexta (2,74), y en los 100 metros, en los que fue descalificada en la final. Posee el récord nacional de su categoría en los 100 metros (17,78), en los 60 metros (11,65) y en salto de longitud (3,81).

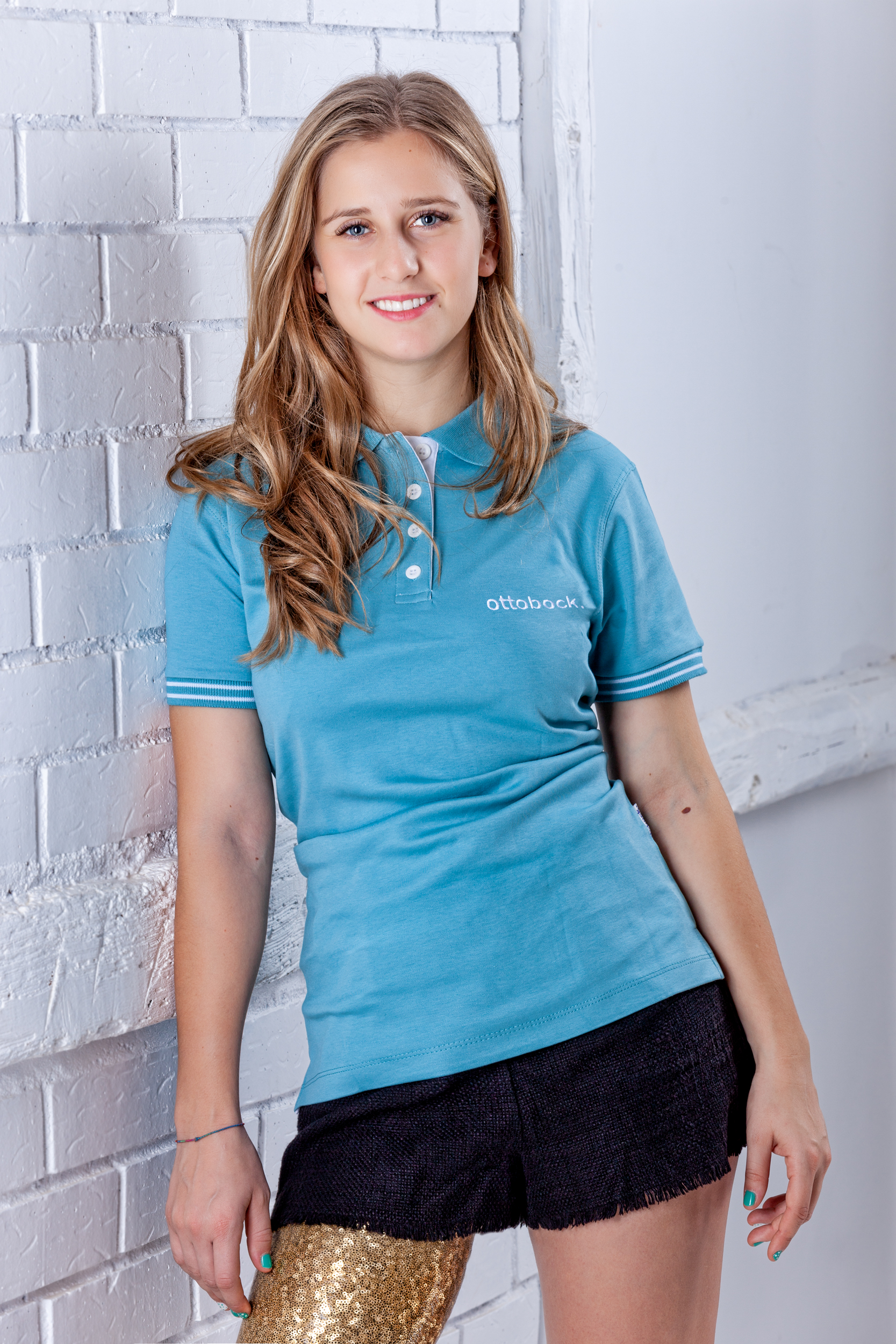
Desirée Vila en 2018

En junio de 2018 publicó Lo único incurable son las ganas de vivir, libro autobiográfico en el que narra sus vivencias y cómo se adaptó a la nueva situación. Después de estar dos años estudiando Turismo en la Universidad Christ Church de Canterbury (Inglaterra) y en Malta, en septiembre de 2018 se trasladó a Madrid, donde estudia Relaciones Internacionales en la Universidad Rey Juan Carlos a la vez que entrena en el Centro de Alto Rendimiento, con el objetivo de participar en los Juegos Paralímpicos de Tokio 2020.
En 2019 revalidó su título de campeona de España en los 100 metros (18,65) y salto de longitud (3,46) en el campeonato de España por comunidades (Castellón) y se proclamó campeona de España de 60 metros (11,65) en el Meeting Internacional Villa de Madrid. Igualmente, en el Campeonato del Mundo de Atletismo Adaptado, celebrado en Dubái, finalizó en octava posición en salto de longitud (3,60 metros), y logró una marca de 17,16 en los 100 metros.
En los Juegos Paralímpicos de Tokio compitió en salto de longitud, prueba en la que logró un diploma olímpico por su sexto lugar (4,02), y en los 100 metros lisos, en los que ocupó el séptimo puesto en la primera serie de las semifinales de la categoría T63 (para deportistas con amputación por encima de la rodilla). En esta última prueba, Vila logró una mejor marca personal y récord de España, fijándolo en 16,84.

## Premios y reconocimientos
- Premio Gala do Deporte, Vigo (2016).[19]
- Premio Gala do Deporte, Gondomar (2016).[20]
- Premios Loitador de Colexio Oficial de Fisioterapeutas de Galicia (2019).[21]
- Premio EDP Rock´n´Roll Madrid Maratón & ½ (2019).[22]